# Kingman (Indiana)
Kingman est une municipalité située dans le comté de Fountain, dans l’État de l'Indiana, aux États-Unis. Lors du recensement de 2020, elle comptait 559 habitants.